# Stade Chahid-Hamlaoui
Le Stade Chahid Hamlaoui (en arabe : ملعب الشهيد حملاوي), couramment appelé Stade du 17 juin, est un stade omnisports d'une capacité de 22 500 places,, situé à Constantine (Algérie).
Il accueille les rencontres du CS Constantine.

## Histoire

### Inauguration
Deux ans après le début de sa construction en 1971, le plus grand stade constantinois ouvre ses portes à l'occasion des 11 ans de l’indépendance du pays, le 5 juillet 1973. Il prit ensuite le nom de Chahid Slimane Daoudi dit Hamlaoui, militant nationaliste mort durant la guerre d'Algérie.

### Premières compétitions
Le premier match dans ce stade eut lieu le mercredi 3 avril 1974, à l'occasion de la finale du championnat militaire.
17 novembre 1978, le stade Chahid-Hamlaoui a accueilli le premier match amical de l'équipe nationale algérienne, qui a rencontré son homologue congolais, ce match s'est terminé par une victoire des Verts par 3-0.

### Stade de compétitions de l'équipe nationale d'Algérie
Au début des années 1980, le stade Chahid-Hamlaoui alors doté d'une pelouse en Astro-Truf, a accueilli les matchs de l'équipe nationale algérienne lors des  éliminatoires de la Coupe du monde 1982, où il a été témoin de la première qualification de l'histoire de l'équipe algérienne à la Coupe du monde.
Le stade a accueilli les matchs du Soudan, du Niger, et enfin du Nigeria, qui ont tous connu la victoire de l'Algérie, dont le dernier match contre le Nigeria, avec les deux buts de Lakhdar Belloumi et de Rabah Madjer.

## Rénovation du stade

### Travaux de rénovation de 2007
En 2007, il a bénéficié de travaux de rénovations comportant l'installation d'une pelouse naturelle ainsi qu'une réhabilitation de ses vestiaires. Les travaux ont notamment été effectués afin d'améliorer les conditions des pensionnaires du stade, mais aussi dans le but de voir évoluer la sélection nationale algérienne.

### Travaux de rénovation de 2020
En 2020, le stade a bénéficié d'un important projet de réhabilitation en prévision du championnat d'Afrique des nations de football 2022, organisé par l'Algérie entre le 8 et le 31 janvier 2023. Les travaux de réhabilitation comprenaient la réalisation d’une pelouse en gazon naturel, l'installation d’un écran géant, la restauration des tribunes et installation de 22.500 sièges couvrant toute la tribune, le renforcement de la toiture, l’aménagement de nouvelles entrées et allées de cette structure, ainsi que la dotation des portails par des équipements de billetterie électronique.

## Compétitions africaines

### 2023: Championnat d'Afrique des nations
Le stade Chahid-Hamlaoui accueillera les matchs du groupe C du championnat d'Afrique des nations de football 2022, qui comprend le Maroc tenant de titre, le Soudan, Madagascar et le Ghana,.

## Principaux matchs de football joués au Stade Chahid-Hamlaoui
Derby Constantinois
Derby de l'Est algérien

Ligue des champions de la CAF:
- Phase de groupes:

| Date            | Club 1         | Score | Club 2     |
| --------------- | -------------- | ----- | ---------- |
| 19 janvier 2019 | CS Constantine | 3 - 0 | TP Mazembe |

- Quart de finale :

| Date          | Club 1         | Score | Club 2   |
| ------------- | -------------- | ----- | -------- |
| 26 avril 2019 | CS Constantine | 2 - 3 | ES Tunis |

- Finale :

| Date            | Vainqueur | Score | Finaliste            |
| --------------- | --------- | ----- | -------------------- |
| 9 décembre 1988 | ES Sétif  | 4 - 0 | Iwuanyanwu Nationale |

Coupe de la Confédération:
- Qualification :

| Date              | Club 1         | Score | Club 2            |
| ----------------- | -------------- | ----- | ----------------- |
| 18 août 2024      | CS Constantine | 2 - 0 | Police FC         |
| 21 septembre 2024 | CS Constantine | 1 - 0 | Nsoatreman FC(en) |

Coupe afro-asiatique des clubs:
- Finale :

| Date            | Club 1   | Score | Club 2     |
| --------------- | -------- | ----- | ---------- |
| 12 janvier 1990 | ES Sétif | 2 - 0 | Al Sadd SC |

Coupe d'Algérie:
- Demi-finales :

| Date                        | Club 1         | Score           | Club 2         |
| --------------------------- | -------------- | --------------- | -------------- |
| avril 1977 (Match retour)   | ES Sétif       | 2 - 0           | NA Hussein Dey |
| 6 mai 1983                  | ASM Oran       | 2 - 1           | USM El Harrach |
| 11 mai 1984                 | MC Oran        | 1 - 0           | JS Kabylie     |
| 11 avril 1986               | JS Kabylie     | 2 - 1           | MC Oran        |
| 13 avril 2018               | JS Kabylie     | 0 - 0 (5-4 tab) | MC Alger       |
| 17 avril 2019 (Match aller) | CS Constantine | 1 - 0           | CR Belouizdad  |
| 12 avril 2024               | CR Belouizdad  | 3 - 3 (4-2 tab) | ES Mostaganem  |

Supercoupe d'Algérie:
| Date              | Vainqueur | Score           | Finaliste     |
| ----------------- | --------- | --------------- | ------------- |
| 1er novembre 2015 | ES Sétif  | 1 - 0           | MO Bejaia     |
| 1er novembre 2017 | ES Sétif  | 0 - 0 (4-2 tab) | CR Belouizdad |

Équipe Nationale d'Algérie:
| Date             | Match                 | Résultat              | Type                                    | Spectateurs |
| ---------------- | --------------------- | --------------------- | --------------------------------------- | ----------- |
| 17 novembre 1978 | Algérie - Congo       | 3 - 0                 | Amical                                  | 40 000      |
| 4 décembre 1980  | Algérie - Liaoning    | 4 - 1                 | Amical                                  | 20 000      |
| 12 décembre 1980 | Algérie - Soudan      | 2 - 0                 | Éliminatoires de la Coupe du monde 1982 | 40 000      |
| 1er mai 1981     | Algérie - Niger       | 4 - 0                 | Éliminatoires de la Coupe du monde 1982 | 40 000      |
| 23 octobre 1981  | Algérie - Montpellier | 1 - 1                 | Amical                                  | 40 000      |
| 30 octobre 1981  | Algérie - Nigeria     | 2 - 1                 | Éliminatoires de la Coupe du monde 1982 | 90 000      |
| 26 janvier 1982  | Algérie - Nîmes       | 2 - 1                 | Amical                                  | 20 000      |
| 8 octobre 1989   | Algérie - Égypte      | 0 - 0                 | Éliminatoires de la Coupe du monde 1990 | 60 000      |
| 17 décembre 1990 | Algérie - Sénégal     | 1 - 0                 | Amical                                  | 20 000      |
| 5 septembre 2017 | Algérie - Zambie      | 0 - 1                 | Éliminatoires la Coupe du monde 2018    | 45 000      |
| 10 novembre 2017 | Algérie - Nigeria     | 3 - 0 forfait (1 - 1) | Éliminatoires la Coupe du monde 2018    | 30 000      |
| 12 octobre 2023  | Algérie - Cap-Vert    | 5 - 1                 | Amical                                  | ?           |